# Piłka wodna na Igrzyskach Śródziemnomorskich 2009
Piłka wodna na Igrzyskach Śródziemnomorskich 2009 odbywała się w dniach 30 czerwca – 4 lipca w Pescarze.

## Drużyny
- Chorwacja
- Francja
- Grecja
- Libia
- Czarnogóra
- Hiszpania
- Serbia
- Turcja
- Włochy

## Grupa A
| Drużyna   | Mecze | W | R | P | B+ | B- | +/− | Pkt |
| --------- | ----- | - | - | - | -- | -- | --- | --- |
| Chorwacja | 3     | 3 | 0 | 0 | 39 | 19 | +20 | 9   |
| Hiszpania | 3     | 2 | 0 | 1 | 32 | 19 | +13 | 6   |
| Grecja    | 3     | 1 | 0 | 2 | 18 | 34 | -16 | 3   |
| Turcja    | 3     | 0 | 0 | 3 | 19 | 36 | -17 | 0   |

 Grecja –  Chorwacja 3:14
 Hiszpania –  Turcja 11:4
 Grecja –  Turcja 11:9
 Hiszpania –  Chorwacja 10:11
 Grecja –  Hiszpania 4:11
 Turcja –  Chorwacja 6:14

## Grupa B
| Drużyna    | Mecze | W | R | P | B+ | B- | +/− | Pkt |
| ---------- | ----- | - | - | - | -- | -- | --- | --- |
| Włochy     | 3     | 2 | 1 | 0 | 33 | 21 | +12 | 7   |
| Serbia     | 3     | 2 | 1 | 0 | 24 | 14 | +10 | 7   |
| Czarnogóra | 3     | 1 | 0 | 2 | 28 | 32 | -4  | 3   |
| Francja    | 3     | 0 | 0 | 3 | 25 | 43 | -18 | 0   |
| Libia      | –     | – | – | – | –  | –  | –   | –   |

 Libia zrezygnowała z turnieju.
 Francja –  Serbia 5:12
 Włochy –  Czarnogóra 14:7
 Czarnogóra –  Francja 17:11
 Włochy –  Serbia 5:5
 Serbia –  Czarnogóra 7:4
 Włochy –  Francja 14:9

## Półfinały
Chorwacja –  Serbia 8:14
 Włochy –  Hiszpania 3:8

## Mecze o miejsca 5-8
Grecja –  Francja 7:10
 Czarnogóra –  Turcja 10:6

## Mecz o 7. miejsce
Turcja –  Grecja 8:11

## Mecz o 5. miejsce
Francja –  Czarnogóra 5:8

## Mecz o 3. miejsce
Włochy –  Chorwacja 9:10

## Finał
Serbia –  Hiszpania 9:4

## Klasyfikacja końcowa drużyn
| Pozycja | Państwo    |
| ------- | ---------- |
|         | Serbia     |
|         | Hiszpania  |
|         | Włochy     |
| 4       | Chorwacja  |
| 5       | Czarnogóra |
| 6       | Francja    |
| 7       | Grecja     |
| 8       | Turcja     |
| 9       | Libia      |